# Olav Hurum
Olav Hurum, född 12 augusti 1884 i Hole kommun i Buskerud fylke, död 15 juli 1908 i Nordstrand, var en norsk lyriker.
Hans ursprungliga namn var Olaf Andreasen Hurum men som diktare använde han namnet Olav Hurum. Hurum flyttad i ung ålder till Kristiania (Oslo). Han gav totalt ut två diktsamlingar: Skogtyngd 1905 och Dvergmaal 1907, båda på Olaf Norlis Forlag. Även om Hurum normalt skrev på bokmål, skrev han alla sina dikter på nynorska.
Hurum dog av tuberkulos den 15 juli 1908.